# جان جوزف ساندرز
جان جوزف ساندرز (به انگلیسی: John Joseph Saunders) (متولد ۱۷ ژوئن ۱۹۱۰ - درگذشت در ۲۵ نوامبر ۱۹۷۲) تاریخ‌نویس انگلیسی که بر تاریخ قرون وسطی اسلامی و تاریخ آسیا متمرکز شده بود
او در آلفنگتون دِوون به دنیا آمد و در دانشگاه دانشگاه اکستر تحصیل کرد او به عنوان لکچِر در دانشگاه کانتربوری کار می‌کرد

## آثار
گاهی اسمش را در کتاب‌هایی که نوشته بود به عنوان "جی جی ساندرز" مطرح می‌شد :
- A History of Medieval Islam (۱۹۶۱)
- Aspects of the Crusades (۱۹۶۲)
- The Muslim World on the Eve of Europe's Expansion (۱۹۶۶)
- The History of the Mongol Conquests (۱۹۷۱)
- Muslims and Mongols: Essays on Medieval Asia (۱۹۷۷)